# Белоцерковцы (Черниговская область)
Белоцерко́вцы (укр. Білоцерківці) — село, расположенное на территории Бобровицкого района Черниговской области (Украина).

## История
О селе речь идёт в документах 1-й половины XVII века. Считается, что своё название село получило от белокаменной церкви, которая была сооружена в селе в начале XVII века.